# ファミリーラブ
アピオセレモニーは、山梨県を拠点とする斎場および宴会場の運営会社。1979年8月23日から2020年10月31日にかけての旧社名はファミリーラブ。

## 概要
創業当初は「平安閣」のブランドで結婚式場として運営し、その後「アピオ」に改名。1994年には昭和町にあるアピオ甲府タワー館（アピオ喜びの島ライフイベントビル）を建設。
地上70m13階建ての建物の中には結婚式場をはじめ、教会や神殿、イタリア料理店や料亭などが入っていた。
その後、東京の斎場および結婚式場を営む千代田セレモニー傘下となり、現在は斎場に特化した運営を行っている。